# Бунгома (округ)
Бунгома — административный округ в бывшей кенийской Западной провинции. Его столица и наибольший город — Бунгома. Население округа — 1 670 570 человек. Площадь округа — 2206,9 квадратных километров.
Экономика округа основана главным образом на сельском хозяйстве. Основной с/х культурой региона является сахарный тростник; в округе располагается несколько крупных сахарных фабрик и множество мелких предприятий.